# Glisant
Glisant fou una antiga ciutat de Beòcia esmentada per Homer en el Catàleg de les naus de la Ilíada. Estrabó la situaba al mont Hípat, prop de Teumesos i de Cadmea. Pausanias afegeix que la distància entre les ruines de Glisant i de Teumesos era de set estadis i allí hi situa un túmul on es creia que hi havia enterrats alguns dels combatents de l'expedició dels epígons que moriren en l'atac a Tebes. Heròdot, en referir-se al riu Termodont, indica que aquest discorre entre Tànagra i Glisant. Glisant s'ha localitzat en un turó anomenat Turletza, situat al peu del mont Hípat.